# María Casado
María Casado Paredes (Barcellona, 14 marzo 1978) è una giornalista e conduttrice televisiva spagnola.

## Biografia
Laureata in Scienze dell'Informazione all'Università Autonoma di Barcellona, ha cominciato a lavorare nel 1999 come redattrice del radiogiornale di Ràdio 4 (canale radiofonico di Radio Nacional de España in lingua catalana). Dopo un periodo trascorso a Catalunya Ràdio (dove ideò la trasmissione mattutina El Matí de Catalunya Ràdio), nel 2003 ritornò a Radio Nacional come vicedirettore del magazine Amb molt de gust assieme a Silvia Tarragona, presentandone anche la versione estiva (L'estiu amb molt de gust). Nel 2005 fu nominata redattrice del centro territoriale catalano del telegiornale di Televisión Española (TVE, la televisione di Stato spagnola).
Dal 25 febbraio 2006, sostituendo la collega Helena Resano, conduce Telediario del Fin de Semana (edizione del fine settimana del telegiornale di TVE) assieme a David Cantero e Sergio Sauca.
Nel 2007, durante il periodo dei Sanfermines, fu inviata a Pamplona per commentare gli encierros per TVE. Dall'11 settembre 2007 (in coincidenza con la festa nazionale della Catalogna, la Diada Nacional de Catalunya) conduce 59 segons, la versione in catalano della trasmissione televisiva di dibattito politico 59 segundos su La 2, mentre dal novembre dello stesso anno è co-presentatrice del programma Informe semanal su La 1. Inoltre, sempre su La 1, ha sostituito Ana Blanco nei giorni festivi ed in determinati momenti a Telediario semanal.
Nel 2008 ha sostituito Lorenzo Milá durante la sua settimana di ferie estive, è stata testimonial del lancio del nuovo logo e del restyling di TVE (avvenuto il 31 agosto) e fu scelta come possibile candidata al premio TP de Oro nella categoria Presentadora de Informativos (riservata alle telegiornaliste), sebbene non sia poi stata selezionata per le votazioni finali.
Inoltre ha presentato con Sandra Sabatés (nel 2006) e con Toni Garrido (nel 2008) la serata di gala del Premio Sant Jordi de cine a Barcellona.
Dal 9 settembre 2009 conduce l'edizione nazionale di 59 segundos su La 1, al posto di Ana Pastor.